# Hemimyzon nujiangensis
Hemimyzon nujiangensis är en fiskart som först beskrevs av Zhang och Zheng, 1983.  Hemimyzon nujiangensis ingår i släktet Hemimyzon och familjen grönlingsfiskar. Inga underarter finns listade i Catalogue of Life.